# Primera División B Nacional 2017 (Paraguay)
El Campeonato de la Primera División B Nacional 2017 de la Tercera División del fútbol paraguayo, es la séptima edición de la Primera División B Nacional, organizado por la Unión del Fútbol del Interior. Inició el 15 de abril de 2017, pero los actos inaugurales serán el 16 de abril en la ciudad de San Juan Nepomuceno, Departamento de Caazapá, cuando la Liga Gobernador Rivera reciba al Athletic FBC de Encarnación.
Desde el 2014 se definió que los campeonatos de esta división se denomine con su nombre oficial. 
Campeonato de la Primera División B Nacional o popularmente como Campeonato Nacional B solo en los años impares, cuando otorga un cupo y medio de ascenso a la División Intermedia y en los años pares se denomine "Torneo Promoción Pre-Intermedia" o "Torneo Promoción Nacional B" ya que solo otorga al ganador el derecho a jugar el repechaje contra el subcampeón de la Primera División B. 

## Equipos participantes
Está confirmada la participación de 14 equipos en el campeonato.
Los equipos son:
- Club Adolfo Riquelme de Concepción (Concepción).
- Club Choré Central de Choré (San Pedro).
- Club 13 de Junio de Caacupé (Cordillera).
- Club JDK de San José de los Arroyos (Caaguazú).
- Liga Gobernador Rivera de San Juan Nepomuceno (Caazapá).
- Club Pettirossi de Encarnación (Itapúa).
- Athletic FBC de Encarnación (Itapúa).
- Sportivo Carapeguá (como Liga Carapegueña) de Carapeguá (Paraguarí).
- Club R.I. 3 Corrales de Ciudad del Este (Alto Paraná).
- Club Cerro Porteño de Presidente Franco (Alto Paraná).
- Club Deportivo Minga Guazú de Minga Guazú (Alto Paraná).
- Club General Caballero de Dr. Juan León Mallorquín (Alto Paraná).
- Club 2 de Mayo de Pedro Juan Caballero (Amambay).
- Centro de Formación de Futbolistas de Canindeyú (CEFFCA) de Salto del Guairá (Canindeyú).

## Primera fase
Para la primera fase los equipos se dividirán en dos grupos de 7 equipos cada uno, se jugará partidos de todos contra todos y a dos ruedas, al final de esta fase pasarán a la siguiente los mejores 4 de cada grupo.

### Grupo A
| Pos. | Grupo A           | PJ | PG | PE | PP | GF | GC | DG  | Pts |
| ---- | ----------------- | -- | -- | -- | -- | -- | -- | --- | --- |
| 1º   | Minga Guazú       | 12 | 8  | 1  | 3  | 16 | 9  | 7   | 25  |
| 2º   | 2 de Mayo         | 12 | 6  | 5  | 1  | 23 | 12 | 11  | 23  |
| 3º   | CEFFCA            | 12 | 6  | 3  | 3  | 26 | 15 | 11  | 21  |
| 4º   | 3 Corrales        | 12 | 6  | 2  | 4  | 28 | 15 | 13  | 20  |
| 5º   | Adolfo Riquelme   | 12 | 4  | 2  | 6  | 16 | 26 | -10 | 14  |
| 6º   | General Caballero | 12 | 3  | 2  | 7  | 24 | 27 | -3  | 11  |
| 7º   | Choré Central     | 12 | 1  | 1  | 10 | 8  | 37 | -29 | 4   |

|  | Clasificados a la segunda fase. |

| Fecha 1              | Fecha 1   | Fecha 1           | Fecha 1     |
| Local                | Resultado | Visitante         | Fecha       |
| -------------------- | --------- | ----------------- | ----------- |
| Minga Guazú          | 2 - 1     | General Caballero | 15 de abril |
| Ceffca               | 0 - 1     | Adolfo Riquelme   | 16 de abril |
| 2 de Mayo            | 1 - 1     | 3 Corrales        | 16 de abril |
| Libre: Choré Central |           |                   |             |

| Fecha 2           | Fecha 2                                                    | Fecha 2     | Fecha 2     |
| Local             | Resultado                                                  | Visitante   | Fecha       |
| ----------------- | ---------------------------------------------------------- | ----------- | ----------- |
| General Caballero | 1 - 1 Archivado el 24 de abril de 2017 en Wayback Machine. | 2 de Mayo   | 22 de abril |
| Choré Central     | 3 - 3                                                      | Ceffca      | 23 de abril |
| Adolfo Riquelme   | 0 - 0                                                      | Minga Guazú | 23 de abril |
| Libre: 3 Corrales |                                                            |             |             |

| Fecha 3      | Fecha 3   | Fecha 3           | Fecha 3     |
| Local        | Resultado | Visitante         | Fecha       |
| ------------ | --------- | ----------------- | ----------- |
| Minga Guazú  | 1 - 0     | Choré Central     | 29 de abril |
| 2 de Mayo    | 6 - 1     | Adolfo Riquelme   | 30 de abril |
| 3 Corrales   | 2 - 1     | General Caballero | 30 de abril |
| Libre:Ceffca |           |                   |             |

| Fecha 4                  | Fecha 4   | Fecha 4     | Fecha 4   |
| Local                    | Resultado | Visitante   | Fecha     |
| ------------------------ | --------- | ----------- | --------- |
| Adolfo Riquelme          | 1 - 4     | 3 Corrales  | 7 de mayo |
| Choré Central            | 1 - 2     | 2 de Mayo   | 7 de mayo |
| Ceffca                   | 2 - 0     | Minga Guazú | 7 de mayo |
| Libre: General Caballero |           |             |           |

| Fecha 5            | Fecha 5   | Fecha 5         | Fecha 5    |
| Local              | Resultado | Visitante       | Fecha      |
| ------------------ | --------- | --------------- | ---------- |
| 2 de Mayo          | 0-0       | Ceffca          | 13 de mayo |
| 3 Corrales         | 6-0       | Choré Central   | 14 de mayo |
| General Caballero  | 5-1       | Adolfo Riquelme | 14 de mayo |
| Libre: Minga Guazú |           |                 |            |

| Fecha 6                | Fecha 6   | Fecha 6           | Fecha 6    |
| Local                  | Resultado | Visitante         | Fecha      |
| ---------------------- | --------- | ----------------- | ---------- |
| Minga Guazú            | 3 - 1     | 2 de Mayo         | 20 de mayo |
| Ceffca                 | 3 - 1     | 3 Corrales        | 21 de mayo |
| Choré Central          | 2 - 1     | General Caballero | 21 de mayo |
| Libre: Adolfo Riquelme |           |                   |            |

| Fecha 7           | Fecha 7   | Fecha 7       | Fecha 7    |
| Local             | Resultado | Visitante     | Fecha      |
| ----------------- | --------- | ------------- | ---------- |
| 3 Corrales        | 1 - 2     | Minga Guazú   | 28 de mayo |
| Adolfo Riquelme   | 1 - 0     | Choré Central | 28 de mayo |
| General Caballero | 1 - 2     | Ceffca        | 28 de mayo |
| Libre: 2 de Mayo  |           |               |            |

| Fecha 8              | Fecha 8   | Fecha 8     | Fecha 8    |
| Local                | Resultado | Visitante   | Fecha      |
| -------------------- | --------- | ----------- | ---------- |
| General Caballero    | 1 - 3     | Minga Guazú | 3 de junio |
| Adolfo Riquelme      | 2 - 4     | Ceffca      | 4 de junio |
| 3 Corrales           | 1 - 2     | 2 de Mayo   | 4 de junio |
| Libre: Choré Central |           |             |            |

| Fecha 9           | Fecha 9   | Fecha 9           | Fecha 9     |
| Local             | Resultado | Visitante         | Fecha       |
| ----------------- | --------- | ----------------- | ----------- |
| 2 de Mayo         | 2 - 1     | General Caballero | 11 de junio |
| Ceffca            | 4 - 0     | Choré Central     | 11 de junio |
| Minga Guazú       | 0 - 1     | Adolfo Riquelme   | 11 de junio |
| Libre: 3 Corrales |           |                   |             |

| Fecha 10          | Fecha 10  | Fecha 10    | Fecha 10    |
| Local             | Resultado | Visitante   | Fecha       |
| ----------------- | --------- | ----------- | ----------- |
| General Caballero | 3 - 3     | 3 Corrales  | 17 de junio |
| Choré Central     | 0 - 2     | Minga Guazú | 18 de junio |
| Adolfo Riquelme   | 0 - 0     | 2 de Mayo   | 18 de junio |
| Libre: Ceffca     |           |             |             |

| Fecha 11                 | Fecha 11  | Fecha 11        | Fecha 11    |
| Local                    | Resultado | Visitante       | Fecha       |
| ------------------------ | --------- | --------------- | ----------- |
| 2 de Mayo                | 4 - 0     | Choré Central   | 25 de junio |
| Minga Guazú              | 1 - 0     | CEFFCA          | 25 de junio |
| 3 Corrales               | 3 - 1     | Adolfo Riquelme | 25 de junio |
| Libre: General Caballero |           |                 |             |

| Fecha 12           | Fecha 12  | Fecha 12          | Fecha 12    |
| Local              | Resultado | Visitante         | Fecha       |
| ------------------ | --------- | ----------------- | ----------- |
| Choré Central      | 0 - 3     | 3 Corrales        | 30 de junio |
| Adolfo Riquelme    | 2 - 3     | General Caballero | 30 de junio |
| CEFFCA             | 2 - 2     | 2 de Mayo         | 2 de julio  |
| Libre: Minga Guazú |           |                   |             |

| Fecha 13               | Fecha 13  | Fecha 13      | Fecha 13   |
| Local                  | Resultado | Visitante     | Fecha      |
| ---------------------- | --------- | ------------- | ---------- |
| 2 de Mayo              | 2 - 1     | Minga Guazú   | 7 de julio |
| General Caballero      | 5 - 1     | Choré Central | 9 de julio |
| 3 Corrales             | 3 - 0     | CEFFCA        | 9 de julio |
| Libre: Adolfo Riquelme |           |               |            |

| Fecha 14         | Fecha 14  | Fecha 14          | Fecha 14    |
| Local            | Resultado | Visitante         | Fecha       |
| ---------------- | --------- | ----------------- | ----------- |
| Chore Central    | 1 - 5     | Adolfo Riquelme   | 13 de julio |
| Minga Guazú      | 1 - 0     | 3 Corrales        | 15 de julio |
| CEFFCA           | 6 - 1     | General Caballero | 16 de julio |
| Libre: 2 de Mayo |           |                   |             |

### Grupo B
| Pos. | Grupo B           | PJ | PG | PE | PP | GF | GC | DG  | Pts |
| ---- | ----------------- | -- | -- | -- | -- | -- | -- | --- | --- |
| 1º   | Athletic          | 12 | 6  | 4  | 2  | 19 | 14 | 5   | 22  |
| 2º   | JDK               | 12 | 5  | 5  | 2  | 13 | 9  | 4   | 20  |
| 3º   | Gobernador Rivera | 12 | 5  | 4  | 3  | 26 | 18 | 8   | 19  |
| 4º   | Carapeguá         | 12 | 5  | 3  | 4  | 25 | 19 | 6   | 18  |
| 5º   | Pettirossi        | 12 | 3  | 6  | 3  | 16 | 17 | -1  | 15  |
| 6º   | 13 de Junio       | 12 | 2  | 4  | 6  | 14 | 20 | -6  | 10  |
| 7º   | Cerro Porteño PF  | 12 | 1  | 4  | 7  | 12 | 28 | -16 | 7   |

- Por la Fecha 10, el club JDK presentó protesto contra el club Cerro Porteño y se le adjudicó la victoria con el resultado final de 1-0.

|  | Clasificados a la segunda fase. |

| Fecha 1                 | Fecha 1   | Fecha 1     | Fecha 1     |
| Local                   | Resultado | Visitante   | Fecha       |
| ----------------------- | --------- | ----------- | ----------- |
| JDK                     | 1 - 1     | Pettirossi  | 15 de abril |
| Gobernador Rivera       | 4 - 3     | Athletic    | 16 de abril |
| Carapeguá               | 2 - 1     | 13 de Junio | 16 de abril |
| Libre: Cerro Porteño PF |           |             |             |

| Fecha 2            | Fecha 2   | Fecha 2   | Fecha 2     |
| Local              | Resultado | Visitante | Fecha       |
| ------------------ | --------- | --------- | ----------- |
| Pettirossi         | 2 - 0     | Carapeguá | 23 de abril |
| Gobernador Rivera  | 1 - 1     | JDK       | 23 de abril |
| Cerro Porteño PF   | 1 - 1     | Athletic  | 23 de abril |
| Libre: 13 de Junio |           |           |             |

| Fecha 3         | Fecha 3   | Fecha 3           | Fecha 3     |
| Local           | Resultado | Visitante         | Fecha       |
| --------------- | --------- | ----------------- | ----------- |
| JDK             | 2 - 0     | Cerro Porteño PF  | 29 de abril |
| Carapeguá       | 4 - 1     | Gobernador Rivera | 29 de abril |
| 13 de Junio     | 0 - 0     | Pettirossi        | 30 de abril |
| Libre: Athletic |           |                   |             |

| Fecha 4           | Fecha 4   | Fecha 4     | Fecha 4   |
| Local             | Resultado | Visitante   | Fecha     |
| ----------------- | --------- | ----------- | --------- |
| Gobernador Rivera | 4 - 1     | 13 de Junio | 7 de mayo |
| Cerro Porteño PF  | 2 - 2     | Carapeguá   | 7 de mayo |
| Athletic          | 2 - 1     | JDK         | 7 de mayo |
| Libre: Pettirossi |           |             |           |

| Fecha 5     | Fecha 5   | Fecha 5           | Fecha 5    |
| Local       | Resultado | Visitante         | Fecha      |
| ----------- | --------- | ----------------- | ---------- |
| Carapeguá   | 3 - 2     | Athletic          | 14 de mayo |
| 13 de Junio | 3 - 1     | Cerro Porteño PF  | 14 de mayo |
| Pettirossi  | 1 - 1     | Gobernador Rivera | 14 de mayo |
| Libre: JDK  |           |                   |            |

| Fecha 6                  | Fecha 6   | Fecha 6     | Fecha 6    |
| Local                    | Resultado | Visitante   | Fecha      |
| ------------------------ | --------- | ----------- | ---------- |
| JDK                      | 1 - 1     | Carapeguá   | 20 de mayo |
| Cerro Porteño PF         | 2 - 2     | Pettirossi  | 21 de mayo |
| Athletic                 | 1 - 0     | 13 de Junio | 21 de mayo |
| Libre: Gobernador Rivera |           |             |            |

| Fecha 7           | Fecha 7   | Fecha 7          | Fecha 7    |
| Local             | Resultado | Visitante        | Fecha      |
| ----------------- | --------- | ---------------- | ---------- |
| 13 de Junio       | 1 - 3     | JDK              | 27 de mayo |
| Pettirossi        | 1 - 2     | Athletic         | 28 de mayo |
| Gobernador Rivera | 5 - 0     | Cerro Porteño PF | 28 de mayo |
| Libre: Carapeguá  |           |                  |            |

| Fecha 8                 | Fecha 8   | Fecha 8           | Fecha 8     |
| Local                   | Resultado | Visitante         | Fecha       |
| ----------------------- | --------- | ----------------- | ----------- |
| 13 de Junio             | 1 - 1     | Carapeguá         | 3 de junio  |
| Pettirossi              | 1 - 1     | JDK               | 4 de junio  |
| Athletic                | 2 - 1     | Gobernador Rivera | 14 de junio |
| Libre: Cerro Porteño PF |           |                   |             |

| Fecha 9            | Fecha 9   | Fecha 9           | Fecha 9     |
| Local              | Resultado | Visitante         | Fecha       |
| ------------------ | --------- | ----------------- | ----------- |
| Carapeguá          | 1 - 2     | Pettirossi        | 11 de junio |
| JDK                | 1 - 0     | Gobernador Rivera | 11 de junio |
| Athletic           | 1 - 0     | Cerro Porteño PF  | 11 de junio |
| Libre: 13 de Junio |           |                   |             |

| Fecha 10          | Fecha 10  | Fecha 10    | Fecha 10    |
| Local             | Resultado | Visitante   | Fecha       |
| ----------------- | --------- | ----------- | ----------- |
| Cerro Porteño PF  | 1 - 1     | JDK         | 18 de junio |
| Gobernador Rivera | 2 - 1     | Carapeguá   | 18 de junio |
| Pettirossi        | 3 - 2     | 13 de Junio | 18 de junio |
| Libre: Athletic   |           |             |             |

| Fecha 11          | Fecha 11  | Fecha 11          | Fecha 11    |
| Local             | Resultado | Visitante         | Fecha       |
| ----------------- | --------- | ----------------- | ----------- |
| 13 de Junio       | 2 - 2     | Gobernador Rivera | 24 de junio |
| Carapeguá         | 6 - 1     | Cerro Porteño PF  | 24 de junio |
| JDK               | 0 - 0     | Athletic          | 24 de junio |
| Libre: Pettirossi |           |                   |             |

| Fecha 12          | Fecha 12  | Fecha 12    | Fecha 12   |
| Local             | Resultado | Visitante   | Fecha      |
| ----------------- | --------- | ----------- | ---------- |
| Cerro Porteño PF  | 2 - 3     | 13 de Junio | 2 de julio |
| Athletic          | 4 - 2     | Carapeguá   | 2 de julio |
| Gobernador Rivera | 4 - 1     | Pettirossi  | 2 de julio |
| Libre: JDK        |           |             |            |

| Fecha 13                 | Fecha 13  | Fecha 13         | Fecha 13   |
| Local                    | Resultado | Visitante        | Fecha      |
| ------------------------ | --------- | ---------------- | ---------- |
| Pettirossi               | 1 - 2     | Cerro Porteño PF | 9 de julio |
| 13 de Junio              | 0 - 0     | Athletic         | 9 de julio |
| Carapegua                | 2 - 0     | JDK              | 9 de julio |
| Libre: Gobernador Rivera |           |                  |            |

| Fecha 14         | Fecha 14  | Fecha 14          | Fecha 14    |
| Local            | Resultado | Visitante         | Fecha       |
| ---------------- | --------- | ----------------- | ----------- |
| Cerro Porteño PF | 1 - 1     | Gobernador Rivera | 14 de julio |
| JDK              | 1 - 0     | 13 de Junio       | 14 de julio |
| Athletic         | 1 - 1     | Pettirossi        | 14 de julio |
| Libre: Carapeguá |           |                   |             |

## Segunda fase
A esta segunda fase accederán los 4 mejores de cada grupo de la fase anterior. Se conformarán 2 grupos de 4 equipos cada uno, se jugarán partidos de todos contra todos a dos ruedas, los dos mejores de cada grupo clasificarán a las llaves de semifinales.

### Grupo 1
| Pos. | Grupo A           | PJ | PG | PE | PP | GF | GC | DG | Pts |
| ---- | ----------------- | -- | -- | -- | -- | -- | -- | -- | --- |
| 1º   | 2 de Mayo         | 6  | 3  | 2  | 1  | 10 | 7  | +3 | 11  |
| 2º   | Minga Guazú       | 6  | 2  | 2  | 2  | 5  | 6  | -1 | 8   |
| 3º   | Gobernador Rivera | 6  | 2  | 2  | 2  | 6  | 8  | -2 | 8   |
| 4º   | Carapeguá         | 6  | 2  | -  | 4  | 7  | 7  | 0  | 6   |

|  | Clasificados a las semifinales. |

| Fecha 1     | Fecha 1   | Fecha 1           | Fecha 1     |
| Local       | Resultado | Visitante         | Fecha       |
| ----------- | --------- | ----------------- | ----------- |
| 2 de Mayo   | 2 - 1     | Gobernador Rivera | 23 de julio |
| Minga Guazu | 1 - 0     | Carapeguá         | 23 de julio |

| Fecha 2     | Fecha 2   | Fecha 2           | Fecha 2     |
| Local       | Resultado | Visitante         | Fecha       |
| ----------- | --------- | ----------------- | ----------- |
| Carapeguá   | 4 - 0     | Gobernador Rivera | 30 de julio |
| Minga Guazu | 3 - 2     | 2 de Mayo         | 30 de julio |

| Fecha 3           | Fecha 3   | Fecha 3     | Fecha 3     |
| Local             | Resultado | Visitante   | Fecha       |
| ----------------- | --------- | ----------- | ----------- |
| 2 de Mayo         | 2 - 0     | Carapeguá   | 6 de agosto |
| Gobernador Rivera | 2 - 0     | Minga Guazu | 6 de agosto |

| Fecha 4           | Fecha 4   | Fecha 4     | Fecha 4      |
| Local             | Resultado | Visitante   | Fecha        |
| ----------------- | --------- | ----------- | ------------ |
| Carapeguá         | 1 - 0     | Minga Guazu | 13 de agosto |
| Gobernador Rivera | 1 - 1     | 2 de Mayo   | 13 de agosto |

| Fecha 5           | Fecha 5   | Fecha 5     | Fecha 5      |
| Local             | Resultado | Visitante   | Fecha        |
| ----------------- | --------- | ----------- | ------------ |
| 2 de Mayo         | 0 - 0     | Minga Guazu | 20 de agosto |
| Gobernador Rivera | 1 - 0     | Carapeguá   | 20 de agosto |

| Fecha 6     | Fecha 6   | Fecha 6           | Fecha 6      |
| Local       | Resultado | Visitante         | Fecha        |
| ----------- | --------- | ----------------- | ------------ |
| Carapeguá   | 2 - 3     | 2 de Mayo         | 27 de agosto |
| Minga Guazu | 1 - 1     | Gobernador Rivera | 27 de agosto |

### Grupo 2
| Pos. | Grupo A    | PJ | PG | PE | PP | GF | GC | DG | Pts |
| ---- | ---------- | -- | -- | -- | -- | -- | -- | -- | --- |
| 1º   | CEFFCA     | 6  | 4  | 2  | -  | 12 | 6  | 6  | 14  |
| 2º   | 3 Corrales | 6  | 3  | 1  | 2  | 7  | 4  | 3  | 10  |
| 3º   | JDK        | 6  | 2  | 1  | 3  | 7  | 10 | -3 | 7   |
| 4º   | Athletic   | 6  | 1  | -  | 5  | 7  | 13 | -6 | 3   |

|  | Clasificados a las semifinales. |

| Fecha 1  | Fecha 1   | Fecha 1    | Fecha 1     |
| Local    | Resultado | Visitante  | Fecha       |
| -------- | --------- | ---------- | ----------- |
| JDK      | 1 - 1     | CEFFCA     | 23 de julio |
| Athletic | 0 - 1     | 3 Corrales | 23 de julio |

| Fecha 2    | Fecha 2   | Fecha 2   | Fecha 2     |
| Local      | Resultado | Visitante | Fecha       |
| ---------- | --------- | --------- | ----------- |
| Athletic   | 4 - 0     | JDK       | 30 de julio |
| 3 Corrales | 0 - 0     | CEFFCA    | 30 de julio |

| Fecha 3 | Fecha 3   | Fecha 3    | Fecha 3     |
| Local   | Resultado | Visitante  | Fecha       |
| ------- | --------- | ---------- | ----------- |
| CEFFCA  | 2 - 1     | Athletic   | 6 de agosto |
| JDK     | 1 - 0     | 3 Corrales | 6 de agosto |

| Fecha 4    | Fecha 4   | Fecha 4   | Fecha 4      |
| Local      | Resultado | Visitante | Fecha        |
| ---------- | --------- | --------- | ------------ |
| 3 Corrales | 2 - 0     | Athletic  | 13 de agosto |
| CEFFCA     | 2 - 1     | JDK       | 13 de agosto |

| Fecha 5 | Fecha 5   | Fecha 5    | Fecha 5      |
| Local   | Resultado | Visitante  | Fecha        |
| ------- | --------- | ---------- | ------------ |
| CEFFCA  | 3 - 2     | 3 Corrales | 20 de agosto |
| JDK     | 4 - 1     | Athletic   | 20 de agosto |

| Fecha 6    | Fecha 6   | Fecha 6   | Fecha 6      |
| Local      | Resultado | Visitante | Fecha        |
| ---------- | --------- | --------- | ------------ |
| Athletic   | 4 - 1     | CEFFCA    | 25 de agosto |
| 3 Corrales | 2 - 0     | JDK       | 27 de agosto |

## Fase final
A esta fase clasificaron los dos mejores equipos de cada grupo.
|  | Semifinales           | Semifinales | Semifinales     | Semifinales |   |           | Final | Final | Final | Final |  |
|  |                       |             |                 |             |   |           |       |       |       |       |  |
|  |                       |             |                 |             |   |           |       |       |       |       |  |
|  | 2 de Mayo             | 0           | 5               | 5           |   |           |       |       |       |       |  |
|  | 2 de Mayo             | 0           | 5               | 5           |   |           |       |       |       |       |  |
|  | CEFFCA                | 1           | 1               | 2           |   |           |       |       |       |       |  |
|  | CEFFCA                | 1           | 1               | 2           |   | 2 de Mayo | 0     | 5     | 5     |       |  |
|  |                       |             |                 |             |   | 2 de Mayo | 0     | 5     | 5     |       |  |
|  |                       |             | R.I. 3 Corrales | 0           | 0 | 0         |       |       |       |       |  |
|  | Club Dep. Minga Guazú | 0           | R.I. 3 Corrales | 0           | 0 | 0         | 1     | 1 (2) |       |       |  |
|  | Club Dep. Minga Guazú | 0           |                 |             |   |           | 1     | 1 (2) |       |       |  |
|  | R.I. 3 Corrales       | 1           | 0               | 1 (3)       |   |           |       |       |       |       |  |
|  | R.I. 3 Corrales       | 1           | 0               | 1 (3)       |   |           |       |       |       |       |  |
|  |                       |             |                 |             |   |           |       |       |       |       |  |

- Nota: En cada llave, el equipo ubicado en la primera línea es el que ejerce la localía en el partido de vuelta.

### Semifinal
Para esta etapa los clubes 3 Corrales y Minga Guazu tuvieron que enfrentarse por pertenecer al mismo departamento, se realizó sorteo para saber quién juega el primer partido de local. Se tuvo en cuenta la diferencia de gol para definir a los clasificados a la final, si persistía la igualdad se definiría al clasificado por los tiros penales. Las semifinales de ida y vuelta de la Primera División B Nacional fueron transmitidas en directo por los canales de Multicanal y por la plataforma Multicanal Play
| 3 de septiembre de 2017 | CEFFCA              | 1:0 | 2 de Mayo | Estadio Nivaldo Suárez, Salto del Guairá |  |
|                         | Marcelo Paredes 31' |     |           |                                          |  |

| 10 de septiembre de 2017 | 2 de Mayo                                                                                | 5:1 | CEFFCA             | Estadio Río Parapití, Pedro Juan Caballero |  |
|                          | Derlis Paredes 17' · Miguel Silguero 35', 40' · Pablo Candia 2ST.' · Juan Benítez 24ST.' |     | Roque Guachire 18' |                                            |  |

| 3 de septiembre de 2017 | 3 Corrales          | 1:0 | Deportivo Minga Guazú | Estadio R.I. 3 Corrales, Ciudad del Este |  |
|                         | Javier Portillo 45' |     |                       |                                          |  |

| 10 de septiembre de 2017 | Deportivo Minga Guazú | 1:0 (2:3 p.) | 3 Corrales | Estadio Paí Coronel, Minga Guazú |  |
|                          | Jorge Villar 47'      |              |            |                                  |  |

### Finales
La final se disputó al mejor de dos partidos, se definiría por diferencia de gol en primera instancia, si la igualdad seguía se definiría por la tanda de penales. Ambas finales fueron transmitidas en vivo por Tigo Sports
| 17 de septiembre de 2017, 15:10 | 3 Corrales | 0:0     | 2 de Mayo | Estadio R.I. 3 Corrales, Ciudad del Este           |                                                    |
|                                 |            | Reporte |           | Asistencia: 976 espectadores Árbitro(s): Éver Jara | Asistencia: 976 espectadores Árbitro(s): Éver Jara |

| 24 de septiembre de 2017, 18:30 | 2 de Mayo                                                                           | 5:0     | 3 Corrales | Estadio Río Parapití, Pedro Juan Caballero              |                                                         |
|                                 | Miguel Silguero 48', 57' · Luis Fernández 59' · Pablo Candia 64' · Jorge Ocampo 69' | Reporte |            | Asistencia: 6800 espectadores Árbitro(s): Osmar Benítez | Asistencia: 6800 espectadores Árbitro(s): Osmar Benítez |

## Campeón
| Campeón 2 de Mayo de Pedro Juan Caballero 2.do título |

## Repechaje por el ascenso
R.I. 3 Corrales de Ciudad del Este como subcampeón del torneo disputó partidos de ida y vuelta contra el club Colegiales subcampeón de la Primera División B por un cupo de ascenso a la Segunda División. La localía se estableció por sorteo, para la definición en el caso de igualdad de puntos, se tendría en cuenta la diferencia de goles en primera instancia y si persistía la igualdad se definiría en tanda de penales. Finalmente el club R.I. 3 Corrales ganó el repechaje y logró el ascenso.
| 15 de octubre, 16:00 Hs. | Colegiales              | 1:2     | R.I. 3 Corrales                           | Estadio Colegialito, Asunción                           |                                                         |
|                          | Inocencio Velázquez 62' | Reporte | José González 45+2' · Javier Portillo 81' | Asistencia: 228 espectadores Árbitro(s): Carlos Galeano | Asistencia: 228 espectadores Árbitro(s): Carlos Galeano |

| 22 de octubre, 15:30 Hs. | R.I. 3 Corrales                                                              | 1:2 (4:2 p.)               | Colegiales                                                         | Estadio R.I. 3 Corrales, Ciudad del Este                  |                                                           |
|                          | Sergio Cabral 88'                                                            | Reporte                    | Wildo Candia 13' · Pedro Godoy 39'                                 | Asistencia: 1223 espectadores Árbitro(s): Carlos Amarilla | Asistencia: 1223 espectadores Árbitro(s): Carlos Amarilla |
|                          |                                                                              | Tiros desde el punto penal |                                                                    |                                                           |                                                           |
|                          | Óscar Benítez · Rodney Pedrozo · José González · Javier Portillo · Abel Vera |                            | Ulises Domínguez · Julio Castillo · César Castro · Faustino Bordón |                                                           |                                                           |